# ستيف غراب
ستيف غراب (بالإنجليزية: Steve Grubb)‏ هو لاعب دارت بريطاني، ولد في 19 سبتمبر 1968 في إنجلترا في المملكة المتحدة.

## وصلات خارجية
- ستيف غراب على موقع DartsDatabase.co.uk (الإنجليزية)